# کد رد (کرم کامپیوتری)
کد رد (به انگلیسی: Code Red) یک کرم رایانه‌ای بود که در ۱۵ ژوئیه ۲۰۰۱ در اینترنت مشاهده شد. این کرم به کامپیوترهایی که در حال اجرا کردن سرور وب ای‌ای‌اس مایکروسافت بودند حمله کرد. این اولین حمله تهدید آمیخته در مقیاس بزرگ بود که با موفقیت شبکه‌های سازمانی را هدف قرار داد.
کرم کد رد اولین بار توسط کارمندان «eEye Digital security» کشف شده‌است، آن کارمندان مارک مایفرت و رایان پرمه بودند. آنها اسم این کرم را «کد رد» گذاشتند چون کد رد مانتین دیو همان چیزی بود که در آن زمان می‌نوشیدند.
اگرچه این کرم در ۱۳ ژوئیه منتشر شده بود، بزرگترین گروه رایانه‌ای آلوده شده به این کرم در ۱۹ ژوئیه ۲۰۰۱ مشاهده شد. در آن روز، تعداد میزبانهای آلوده به ۳۵۹٬۰۰۰ نفر رسید.